# 海米斯穆谢特

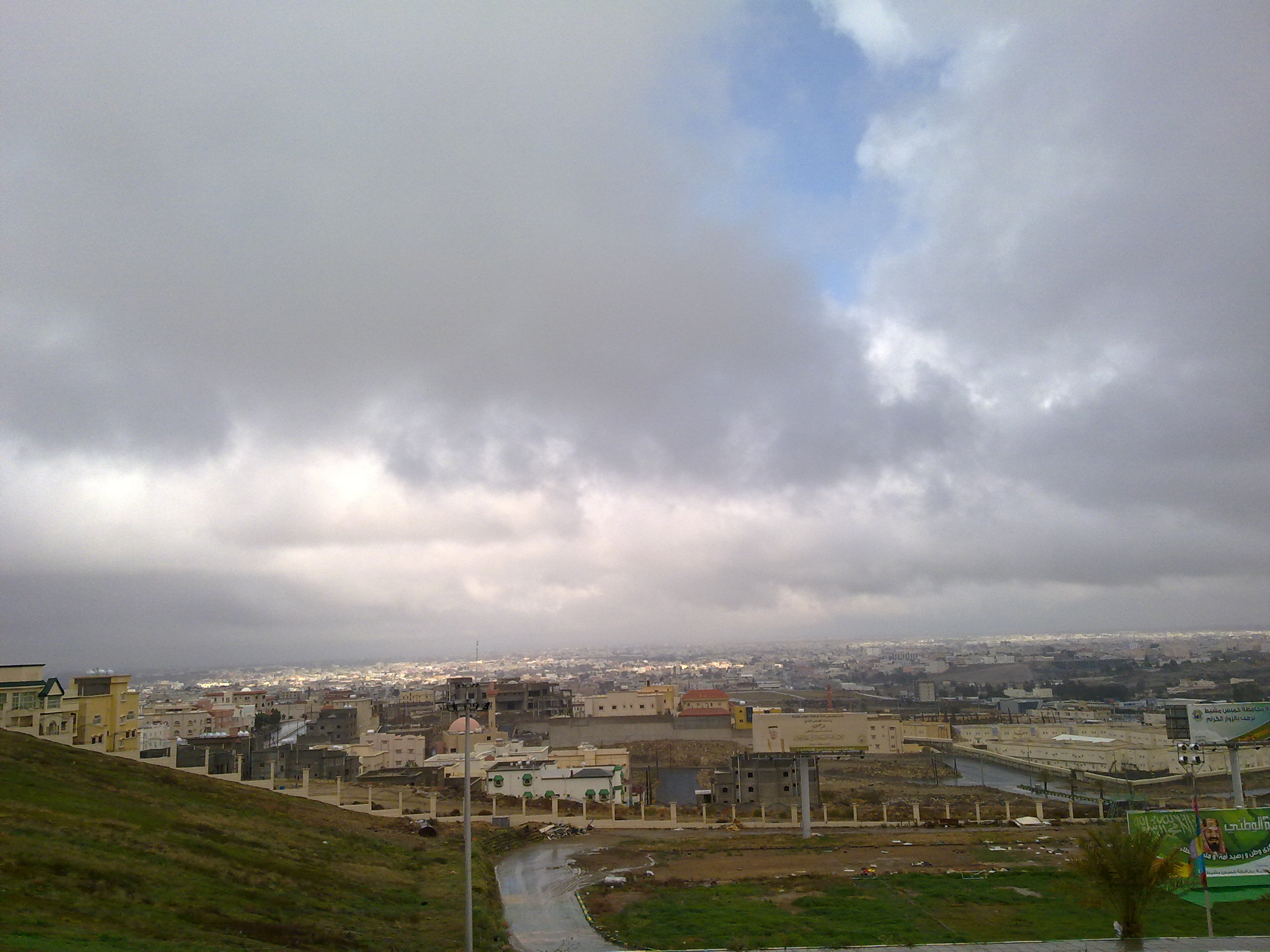
远看海米斯

海米斯穆谢特（阿拉伯语：‎，羅馬化：Khamis Mushait）是沙特阿拉伯西南部阿西尔省的一个城市，位于艾卜哈以东35公里处。该地是Shahran部落的根据地。2004年有人口446,467，是该省人口最多的城市。
该地的名字取自每周四的市场——"Khamis"在阿拉伯语中意思是星期四。在夏季该地是一个很受游客喜欢的旅游地，因为该地的夏季气候比较温和、多雨，此外还有不少著名的山区公园。
该市有一家机场——Abha regional airport，距离市中心18公里。